# لوکاس ارزامندیا
لوکاس ارزامندیا (انگلیسی: Lucas Arzamendia؛ زادهٔ ۲۳ فوریهٔ ۱۹۹۹) بازیکن فوتبال است.
از باشگاه‌هایی که در آن بازی کرده‌است می‌توان به باشگاه فوتبال بوکا جونیورز اشاره کرد.